# Portsea

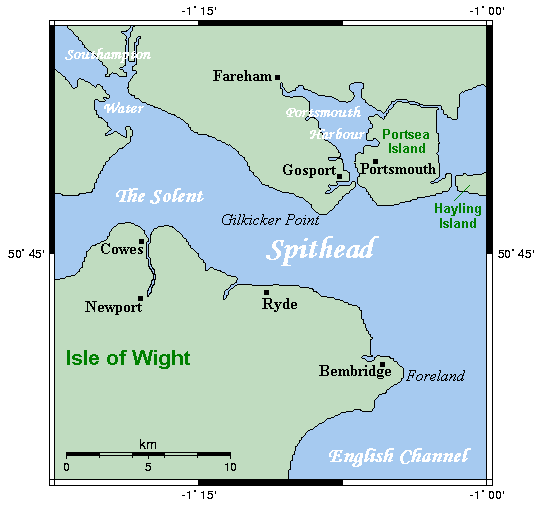
Karta över Portsea Island med omgivningar.

Portsea är en stadsdel i Portsmouth, i grevskapet Hampshire, England i Storbritannien, belägen på Portsea Island. Portsea ligger mellan Portsmouth-hamnen i väster och Lagston-hamnen i öster. Portsea var en civil parish fram till 1900 när blev den en del av Portsmouth. Civil parish hade 151 590 invånare år 1891.